# Municipio de Raber (Míchigan)
El municipio de Raber (en inglés: Raber Township) es un municipio ubicado en el condado de Chippewa en el estado estadounidense de Míchigan. En el año 2010 tenía una población de 647 habitantes y una densidad poblacional de 1,75 personas por km².

## Geografía
El municipio de Raber se encuentra ubicado en las coordenadas 46°6′53″N 84°9′14″O / 46.11472, -84.15389. Según la Oficina del Censo de los Estados Unidos, el municipio tiene una superficie total de 370.6 km², de la cual 253,32 km² corresponden a tierra firme y (31,64 %) 117,27 km² es agua.

## Demografía
Según el censo de 2010, había 647 personas residiendo en el municipio de Raber. La densidad de población era de 1,75 hab./km². De los 647 habitantes, el municipio de Raber estaba compuesto por el 89,95 % blancos, el 6,49 % eran amerindios, el 0,31 % eran asiáticos y el 3,25 % eran de una mezcla de razas. Del total de la población el 0,93 % eran hispanos o latinos de cualquier raza.